# Arménská eparchie Artvin
Arménská eparchie Artvin je titulární eparchie arménské katolické církve.

## Historie
Arménská eparchie Artvin byla zřízena 30. dubna 1850 bulou Universi Dominici gregis papeže Pia IX. Zpočátku byla sufragánnou archieparchie Konstantinopol a od roku 1866 se dostala pod přímou jurisdikci Arménského Kilíkijského patriarchátu. Měla pravomoce nad arménskými katolíky v dalekém severovýchodě Turecka a Kavkazu. Po Rusko-turecké válce (1877-1878), celá provincie Artvin se dostala pod ruskou správu, a biskupovi Zakarianovi nedovolili převzít jeho diecézi. Na základě dohod mezi Svatým Stolcem a Ruským impériem roku 1904 bylo sílo svěřeno apoštolskému administrátorovi s jurisdikcí arménsko-katolické eparchie Kavkazu a středního Ruska.
S koncem první světové války a poté arménské genocidy, sídlo ztratilo většinu z jeho obyvatel a bylo potlačeno.
Dnes je využívána jako titulární biskupské sídlo; dosud nebylo sídlo přiřazeno.

## Seznam biskupů
- 1850 - 1851 Timoteo Astargi (nebo Astorgi)
- 1859 - 1878 Antonio Halagi
- 1878 - 1888 Giovanni Zakarian